# 茨木市立畑田小学校
茨木市立畑田小学校（いばらきしりつはたけだしょうがっこう）は、大阪府茨木市にある公立小学校。通称は畑小（はたしょう）。

## 沿革
- 1978年4月 - 茨木市立春日小学校より分離開校
- 1979年3月 - 校歌制定
- 1991年3月 - 教材池を新設
- 1998年4月 - 養護学級を設置

## 通学区域
- 大阪府茨木市 春日4丁目、松下町、西田中町、畑田町、五日市1丁目（一部を除く）・2丁目、五日市緑町

卒業生は基本的に茨木市立西中学校に進学する。